# 시타마치 풍속자료관

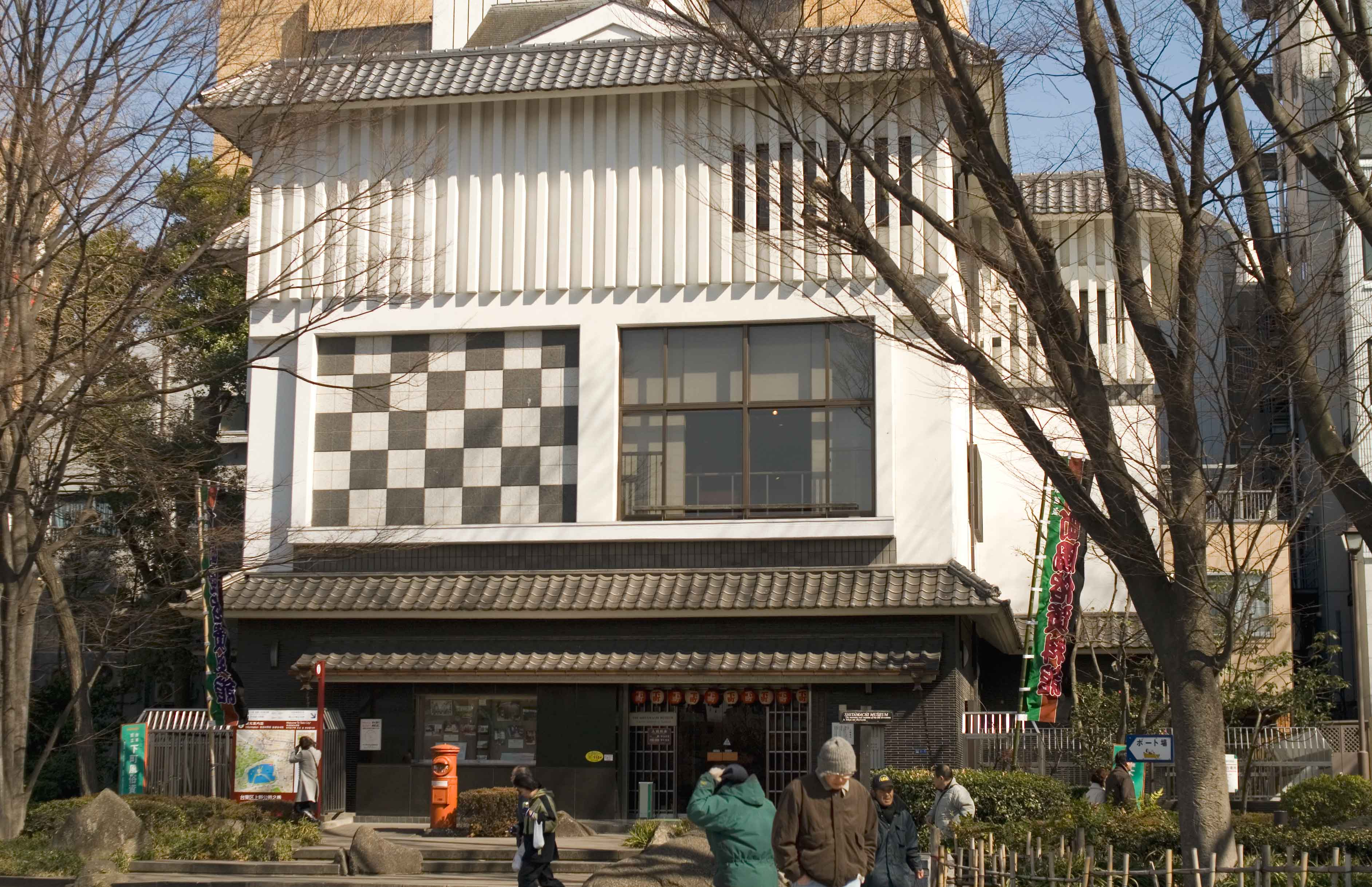
시타마치 풍속자료관

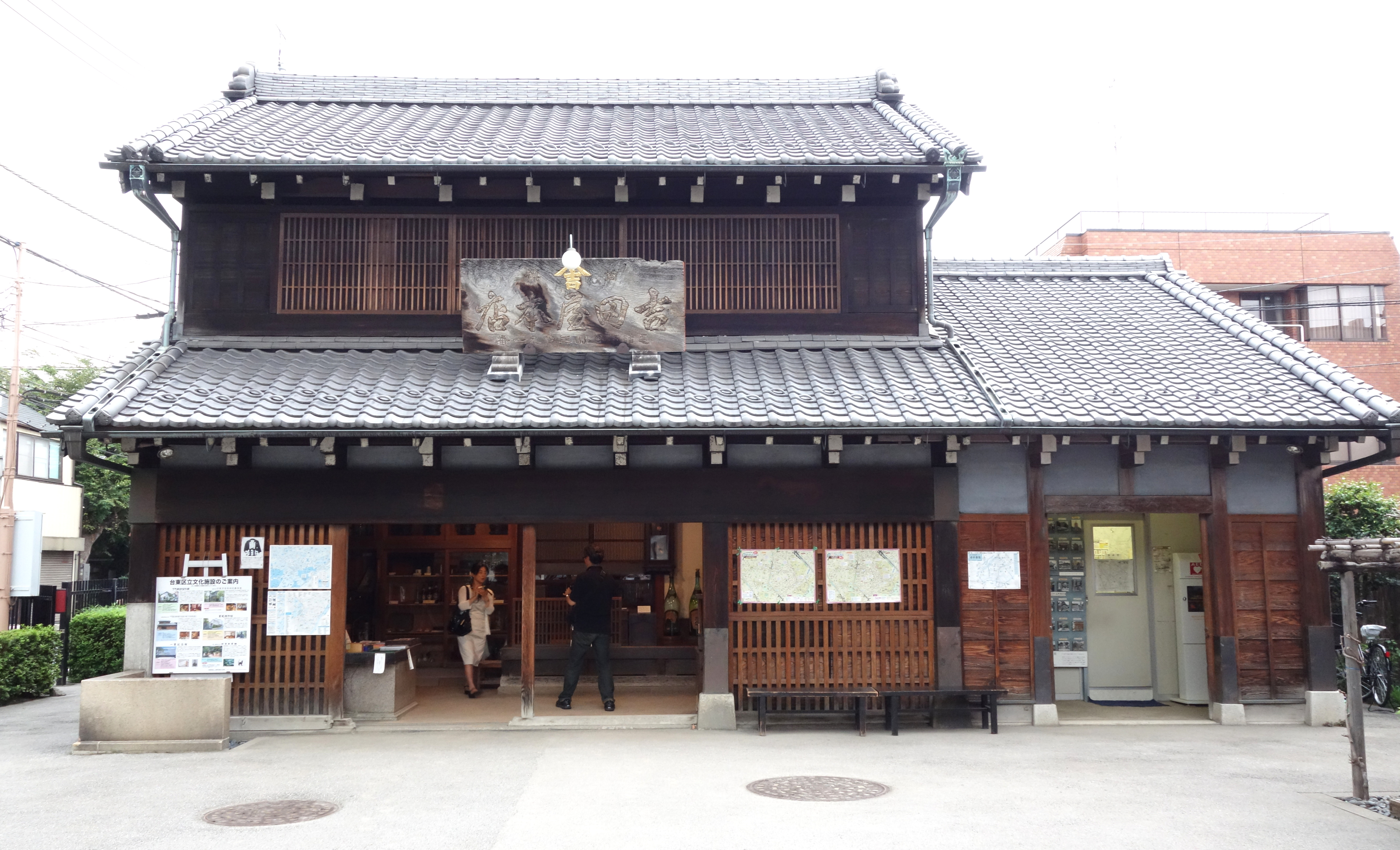
부속박물관

시타마치 풍속자료관(일본어: 下町風俗資料館 시타마치후조쿠시리요칸[*])은 일본 도쿄도 다이토구 우에노 공원 시노바즈 연못 끝에 있는 박물관이다. 연립주택, 공동 우물과 과자점, 일상 생활용품을 만들던 공방 등 다이쇼 시대의 생활상을 볼 수 있다. 1980년 10월 1일 개관하였으며, 다이토 구 예술문화재단이 관리하고 있다.
전시관은 1층과 2층으로 나뉜다. 1층은 다이쇼 시대의 옛 거리를 재연하였으며, 사탕가게와 놋그릇 가게 등이 있는 연립주택가와 맞은편 상가로 구성되어 있다. 여기서 전시하는 것들은 실제로 사용됐던 것이 대부분으로, 이 당시의 전화 박스와 인력거, 아궁이 따위도 전시되어 있다. 시간에 따라 그림극을 진행한다. 2층에는 베이고마 (팽이), 켄다마 등의 옛날 장난감을 체험할 수 있는 코너와 목욕탕을 재현해둔 코너가 있다. 또 안쪽에는 쇼와 시대 초기 (1930~1960년대)의 민가를 재현한 공간이 있으며, 한쪽에는 기획전이 열리는 공간도 마련되어 있다.
한편 다이토구 우에노사쿠라기에는 풍속자료관의 부속박물관이 있다. 1910년에 지어져 1986년까지 야나카에서 술집으로 쓰이던 '요시다야' (吉田屋) 건물을 그대로 옮겨와 전시공간으로 바꿔 놓았다. 여기서는 술집에서 쓰는 도구나 장사에 관한 자료를 전시한다.